# Доббінс-Гайтс (Північна Кароліна)
Доббінс-Гайтс (англ. Dobbins Heights) — місто (англ. town) в США, в окрузі Річмонд штату Північна Кароліна. Населення — 687 осіб (2020).

## Географія
Доббінс-Гайтс розташований за координатами 34°54′25″ пн. ш. 79°41′36″ зх. д. / 34.90694° пн. ш. 79.69333° зх. д. (34.906891, -79.693296).  За даними Бюро перепису населення США в 2010 році місто мало площу 2,28 км², уся площа — суходіл.

## Демографія
Згідно з переписом 2010 року, у місті мешкало 866 осіб у 390 домогосподарствах у складі 201 родини. Густота населення становила 379 осіб/км².  Було 464 помешкання (203/км²).
Расовий склад населення:
| - 84,6 % — чорних або афроамериканців - 10,6 % — білих - 1,2 % — корінних американців - 0,7 % — вихідців з тихоокеанських островів - 0,3 % — азіатів |

До двох чи більше рас належало 2,0 %. Частка іспаномовних становила 1,6 % від усіх жителів.
За віковим діапазоном населення розподілялося таким чином: 23,6 % — особи молодші 18 років, 59,8 % — особи у віці 18—64 років, 16,6 % — особи у віці 65 років та старші. Медіана віку мешканця становила 41,4 року. На 100 осіб жіночої статі у місті припадало 95,5 чоловіків;  на 100 жінок у віці від 18 років та старших — 88,1 чоловіків також старших 18 років.
Середній дохід на одне домашнє господарство  становив 26 644 долари США (медіана — 21 220), а середній дохід на одну сім'ю — 33 326 доларів (медіана — 28 000). За межею бідності перебувало 29,9 % осіб, у тому числі 31,4 % дітей у віці до 18 років та 39,9 % осіб у віці 65 років та старших.
Цивільне працевлаштоване населення становило 246 осіб. Основні галузі зайнятості: освіта, охорона здоров'я та соціальна допомога — 35,0 %, мистецтво, розваги та відпочинок — 16,3 %, публічна адміністрація — 13,0 %, виробництво — 10,6 %.